# Westerkerk (West-Terschelling)
De Westerkerk van West-Terschelling is een kerkgebouw aan de Westerbuurtstraat op Terschelling in de Nederlandse provincie Friesland. De Westerkerk is een rijksmonument.

## Beschrijving
De recht gesloten zaalkerk met dakruiter is gebouwd in 1663 door Jan Jacobsz. Groot. In 1950 is de kerk geheel ommetseld. De preekstoel met doophek dateren uit de bouwperiode van de kerk. Het orgel uit 1892 is gebouwd door Johan Frederik Witte. Het is afkomstig uit de Zuiderkerk in Den Haag en werd in 1977 in de kerk geplaatst. Er is een zerk van de eerste predikant Johan Grevenstein (1669).

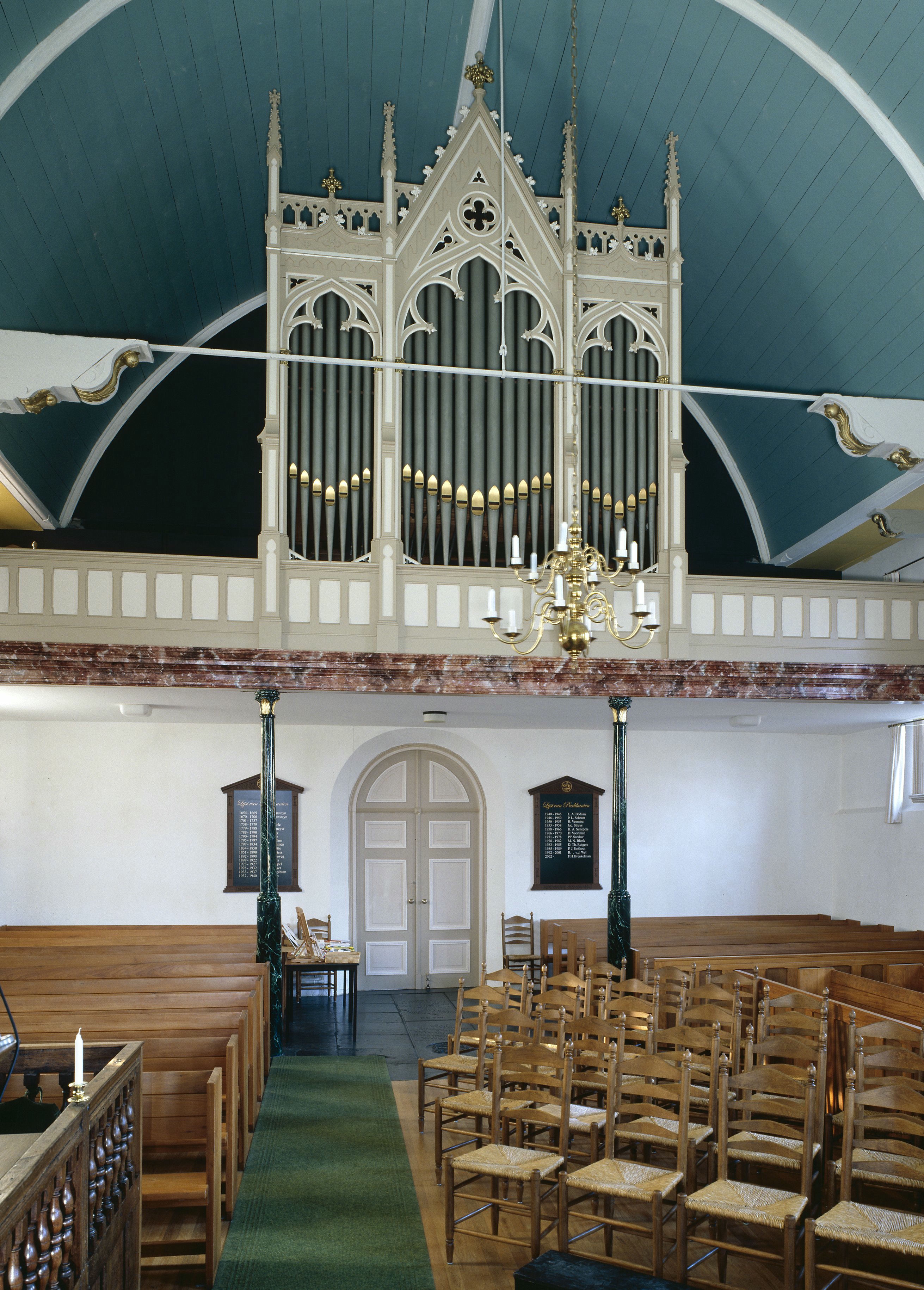
Interieur met orgel (2007)